# Distrito de Lares
El distrito de Lares es uno de los ocho distritos de la provincia de Calca, ubicada en el departamento de Cusco, bajo la administración el Gobierno regional del Cuzco, en el Perú.
La provincia de Calca desde el punto de vista de la jerarquía eclesiástica está comprendida en la Arquidiócesis del Cusco.

## Historia
Oficialmente, el distrito de Lares fue creado el 21 de junio de 1825.

## Geografía
La capital es el poblado de Lares, situado a 3,171 m s. n. m.

## Autoridades

### Municipales
- 2019 - 2022[2]
  - Alcalde: Efraín Coronado Almanza, de Acción Popular.
  - Regidores:

  1. Javier Emiliano Espetia Charaja (Acción Popular)
  2. Juan Víctor Oblitas Chasin (Acción Popular)
  3. Luis Cardeña Taype (Acción Popular)
  4. Clorinda Yupanqui Suárez (Acción Popular)
  5. Rimbert Bazconsuelos Peña (Partido Democrático Somos Perú)

Alcaldes anteriores
- 1964 - 1966: Leandro Villafuerte Baca, de la Alianza Acción Popular - Democracia Cristiana.
- 1967 - 1969: Lucio Parra Sánchez, de la Alianza Acción Popular - Democracia Cristiana.
- 1969 - 1980: Gobierno militar.
- 1981 - 1983: Sergio Coronado Villafuerte, de Acción Popular.
- 1984 - 1986: Fernando Caballero Ponce, de Izquierda Unida.
- 1987 - 1989: Severino Rosales Conde, del Partido Aprista Peruano.
- 1990 - 1992: Nazario Ayquipa Miranda, del Partido Aprista Peruano.
- 1993 - 1995: Modesto Vargas Flores, de Acción Popular.
- 1996 - 1998: Modesto Vargas Flores, de Acción Popular.
- 1999 - 2002: Ángel Cirilo Oblitas Negrón, del Movimiento Independiente Vamos Vecino.
- 2003 - 2006: Zenobio Almanza Bas Consuelos, del Partido Democrático Somos Perú.
- 2007 - 2010: Cirilo Huamanquispe Huancahuire, de Unión por el Perú.
- 2011 - 2014: Urbano Alfaro Yupanqui, de la Gran Alianza Nacionalista Cusco.
- 2015 - 2018:[4] Roger Pfuro Huamán, del Movimiento Regional Inka Pachakuteq.

### Policiales
- Comisario:

SUB OFICIAL BRIGADIER PNP LUCHO TARCO GUEVARA
COMISARIA RURAL PNP AMPARAES

## Festividades
- Santiago.
- Virgen Natividad.